# Coleodactylus natalensis
Espèce
Statut de conservation UICN

 DD  : Données insuffisantes
Coleodactylus natalensis est une espèce de geckos de la famille des Sphaerodactylidae.

## Répartition
Cette espèce est endémique du Rio Grande do Norte au Brésil.

## Description
Cette espèce est insectivore et consomme la plupart des insectes de taille adaptée.

## Publication originale
- Freire, 1999 : Espécie nova de Coleodactylus Parker, 1926 das Dunas de Natal, Rio Grande do Norte, Brasil, com notas sobre suas relaçoãs dicromatismo sexual no género (Squamata, Gekkonidae). Boletim Museu Nacional do Rio de Janeiro Nova Série, vol. 399, p. 1-14.